# Zvonimir Ciglič
Zvonimir Ciglič, slovenski skladatelj, dirigent in glasbeni pedagog, * 20. februar 1921, Ljubljana, † 21. januar 2006, Ljubljana.

## Življenjepis
Rodil se je očetu trgovcu in gostilničarju Josipu ter materi Štefaniji (roj. Vogrič).
Na Akademiji za glasbo v Ljubljani je študiral kompozicijo in dirigiranje.
Najvidnejši skladateljski dosežki: Eros-tanatos, Obrežje plesalk, Števerjanska simfonija, Concertino za harfo in orkester, Simfonija mortis, Bakanal in Sinfonia appassionata.
Ciglič je bil profesor kompozicijskih predmetov na ljubljanski srednji glasbeni šoli in na Pedagoški akademiji v Ljubljani. Na Akademiji za glasbo v Ljubljani je leta 1948 diplomiral iz dirigiranja, kasneje pa se je v dirigiranju izpopolnjeval v Salzburgu in Parizu. V letih 1948 in 1949 je bil Ciglič dirigent opere v Sarajevu, v letih 1955 in 1956 upravnik in dirigent Mestne filharmonije v Subotici ter direktor tamkajšnje srednje glasbene šole.
Leta 1948 je Ciglič prejel nagrado prezidija Ljudske skupščine socialistične republike Slovenije (za »Sinfonio appassionato«), leta 1987 je prejel častni doktorat iz glasbe Mednarodne univerzitetne ustanove Marquisa Giuseppeja Scicluna z Malte, leta 2003 pa Župančičevo nagrado za življenjsko delo. 
Zvonimir Ciglič se je od drugih skladateljev ločil po svojem nenavadno odprtem značaju, po neposredni besedi, misli in dejanjih. Cigličeva glasba je nenehno razpeta med dva pola, med »Erosom in Tanatosom«, med Bogom in Luciferjem, med Kajnom in Ablom, med ateizmom in religijo, strastjo in apokalipso, med dramatičnostjo in lirizmom ... Vedno so ga zanimali samo ekstremni pojavi, ne le v človeški družbi, ampak v naravi nasploh.
Skladatelja je tudi večkrat zagrabilo zobovje totalitarnega sistema: Italijani so ga internirali v zaporišče Gonars, povojna oblast ga je z izgovorom, da je kršil kulturni molk, leta 1945 zaprla, leta 1950 so ga zasliševali v vojaškem zaporu v Karlovcu. A če sodimo po njegovih lastnih besedah, je ta večni romantik, ki je hotel biti vedno le glasbenik in nič drugega, potreboval viharje, da je lahko ustvarjal: »Mogoče je zanimivo, da sem največ komponiral med vojno in pa v najbolj napetem revolucijskem obdobju po vojni. Kaže, da za svoje ustvarjanje nisem potreboval idilike, ampak nasprotno, čim bolj apokaliptično atmosfero. Takrat je čas za vsesplošno  žrtvovanje, kajti vsaka resnična revolucija je spočeta iz tragične nujnosti, iz življenjske stiske, ki skozi lastno sublimacijo izžareva najvišje duhovne možnosti, in to ne glede na končni izid. V svetu resnične umetnosti ni pomemben rezultat, ki je pogojen v določeni faktografski zaznavi, ampak je najpomembnejša in edina smiselna ekstatična opojnost ustvarjalnega procesa, zaobjetega v katarznem imperativu, ki omogoča človeku najpopolnejše možno osvobajanje lastne kreature.«
Zvonimir Ciglič je imel zaradi zasliševanja v komunističnih zaporih (Karlovec 1950 in še drugih) velike zdravstvene težave s srcem. Imel je napade tahikardije (hitro bitje srca, tudi 200 udarcev na minuto) in zaradi tega je moral opustiti dirigiranje, ker kot dirigent enostavno ni mogel funkcionirati, čeprav je bil zelo nadarjen. O tem je pisalo Delo v intervjuju z njim nekaj let pred smrtjo. Zaradi zaporov bivšega totalitarnega sistema je trpel vse življenje.
Njegovo osebnost je v beletrističnem smislu ovekovečila pisateljica Nada Matičič, v času nastanka »škandaloznem« romanu Labirint.